# Nick lo scatenato
Nick lo scatenato (Rhinestone) è un film del 1984 diretto da Bob Clark interpretato da Sylvester Stallone e Dolly Parton.

## Trama
Al Rhinestone, tipico locale country di New York, primeggia come cantautrice la bella e brava Jake che vorrebbe rompere il contratto con il suo capo, Freddie, che la corteggia in maniera asfissiante. La ragazza fa una scommessa con lui: se riuscirà a trasformare un tizio qualsiasi in un grande cantante country per il pubblico esigentissimo del Rhinestone, il contratto verrà sciolto; in caso contrario lei sarà costretta ad essere legata al suo capo per altri cinque anni e a offrirgli inoltre le sue grazie. Jake trova casualmente Nick, uno spericolato tassista italo-americano, privo di qualunque inclinazione o talento musicale. L'impresa è ardua ma Jake non si scoraggia, nonostante il poco entusiasmo di Nick e dei genitori di lui. La ragazza riesce a trascinarlo nel Tennessee dove, dopo baruffe con il suo ex spasimante, con l'aiuto del padre di lei e di altri amici lo fa diventare un quasi perfetto cantante "country" anche negli atteggiamenti. Nick si appassiona talmente alla cosa che crede di essere ormai un grande artista. Jake cerca di dissuaderlo e i due, che cominciano a piacersi sempre più, alla fine litigano. La storia si conclude con il trionfo di Nick cantante di fronte ad un pubblico in delirio, Jake capisce di amarlo e di essere ricambiata e può considerarsi finalmente libera dal contratto-capestro di Freddie.

## Produzione
Le riprese del film sono stato girate a Leipers Fork (Tennessee) e a Piru (California). Per interpretare il ruolo di Nick Martinelli Stallone ha percepito 4 milioni di dollari. Il budget per la realizzazione del film è stato di $ 28.000.000.

## Distribuzione
Il film è stato distribuito nelle sale cinematografiche italiane nel mese di ottobre del 1984.

### Data di uscita
Alcune date di uscita internazionali nel corso del 1984 sono state:
- 22 giugno 1984 negli Stati Uniti (Rhinestone)[4]
- 12 ottobre 1984 in Italia[5]
- 6 dicembre 1984 nei Paesi Bassi (Rhinestone)

## Accoglienza

### Incassi
L'incasso totale della pellicola è stato di $ 54,744,738 (di cui $ 21.435.321 negli Stati Uniti).